# Marianne vom und zum Stein

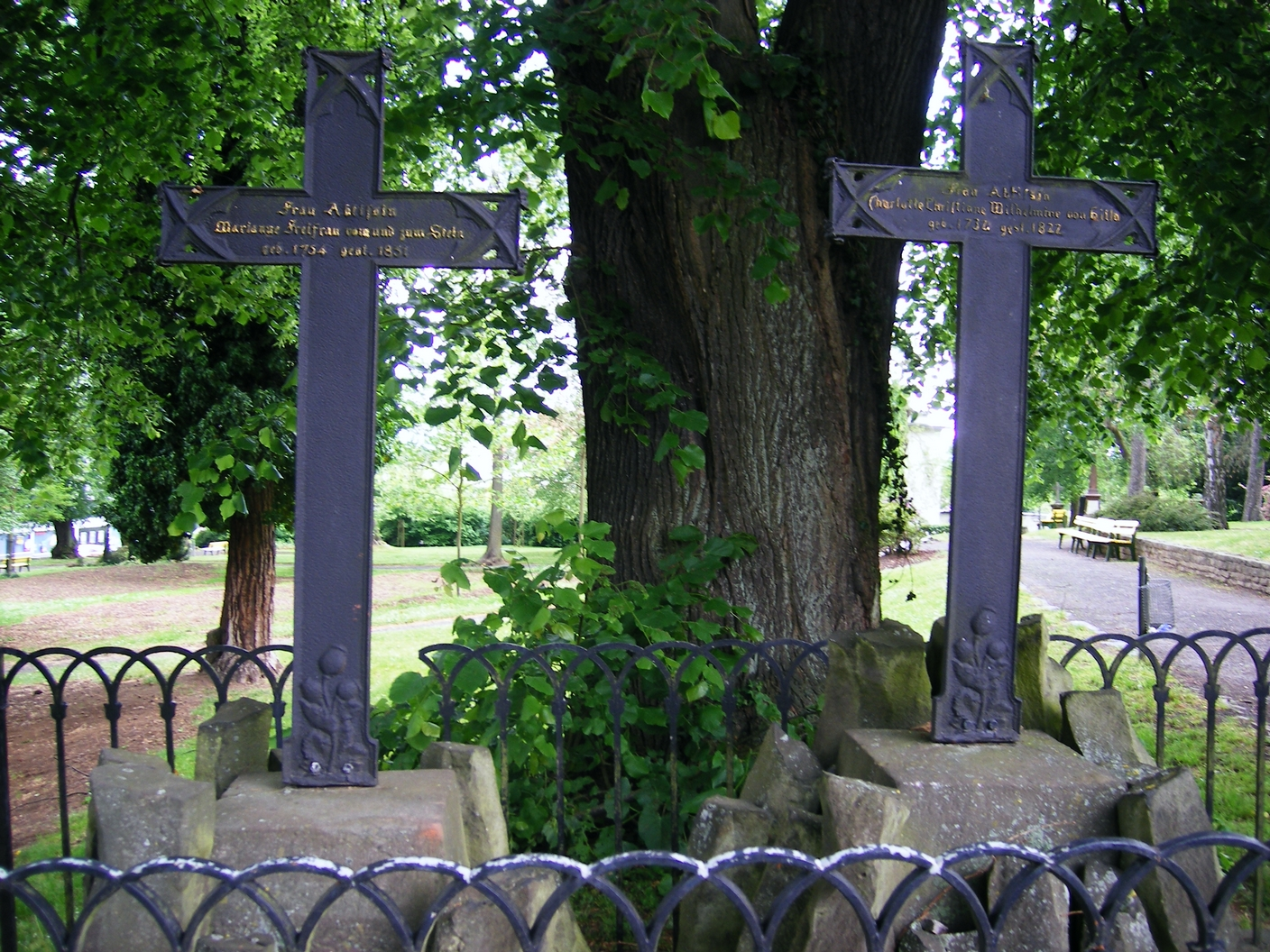
Grabmäler von Marianne vom und zum Stein (links) und Charlotte von Gilsa (rechts)

Marianne vom und zum Stein (* 1753 im Steinschen Schloss in Nassau; † 7. November 1831 in Homberg (Efze)) wurde am 25. Juli 1783 von Kaiser Joseph II. zu einer von acht Stiftsdamen in dem 1759 gegründeten evangelischen Stift Wallenstein, einer Versorgungseinrichtung für gräfliche und adlige Frauen „beider Konfessionen“ (lutherisch und reformiert) in Homberg (Efze), ernannt. Sie war von Oktober 1796 Dechantin und vom 7. August 1823 bis zu ihrem Tode Äbtissin des Stifts. Ihr Bruder, der Staatsmann und Reformer Heinrich Friedrich Karl vom und zum Stein, war in der Zeit von 1801 bis 1804 Stiftsdirektor.
Marianne war das vierte Kind des kurmainzischen Geheimrates Karl Philipp vom und zum Stein und dessen Ehefrau Henriette Karoline. Im Auftrag ihres Bruders verwaltete sie den Besitz der Familie.
1809 war sie an den Vorbereitungen des Dörnberg-Aufstandes gegen Jérôme Bonaparte beteiligt. Zur Vorbereitung trafen sich die Verschwörer konspirativ im Stift Wallenstein im Homberger Stadtteil „Freiheit“. Die Stiftsdame Karoline von Baumbach soll die rot-weiße Fahne der Verschwörer gestickt haben, die Marianne vom Stein und ihre Äbtissin Charlotte von Gilsa dem Dörnberg’schen Corps, einigen tausend schlecht bewaffneten Bauern und einem kleinen Kreis erfahrener Soldaten, auf dem Marktplatz von Homberg vor ihrem Abmarsch nach Kassel feierlich übergaben.
Nach dem schnellen Ende des Aufstandes floh Dörnberg nach Böhmen. Marianne vom Stein, Karoline von Baumbach und andere Stiftsdamen wurden verhaftet. Marianne vom Stein wurde nach Paris gebracht, wohl auch wegen ihrer Verwandtschaft mit dem bekannt Napoleon-feindlichen Bruder, und erst im Frühjahr 1810 wieder entlassen. Das Stift wurde königlich-westphälischer Verwaltung unterstellt und sein Vermögen beschlagnahmt.
Das Stift wurde nach dem Ende des Königreichs Westphalen wieder eröffnet, und Charlotte von Gilsa und Marianne vom Stein kehrten 1814 dorthin zurück. Am 7. August 1823 wurde sie als Nachfolgerin von Charlotte von Gilsa Äbtissin des Stifts. 